# Nigrám
Nigrám (Nigrán) é um município da Espanha na província de Ponte Vedra, comunidade autónoma da Galiza. Tem 34,9 km² de área e em 2021 tinha 18 005 habitantes (densidade: 515,9 hab./km²).

## Demografia
| Variação demográfica do município entre 1991 e 2004 | Variação demográfica do município entre 1991 e 2004 | Variação demográfica do município entre 1991 e 2004 | Variação demográfica do município entre 1991 e 2004 |
| --------------------------------------------------- | --------------------------------------------------- | --------------------------------------------------- | --------------------------------------------------- |
| 1991                                                | 1996                                                | 2001                                                | 2004                                                |
| 14182                                               | 15197                                               | 16110                                               | 16894                                               |

## Patrimônio arquitetônico
- Pazo de Cadaval. Também chamado de Urzaiz. Ele tem suas origens em um antigo castelo propriedade de Vasco Gómez de Cadaval, um apoiante de Pedro I O Cru. Sua  conversão em pazo foi realizada principalmente entre os séculos XIV a XVIII.
- Pazo de Cea. Séculos XVI a XVIII
- Pazo da Touza. Século XVI e reformas do XVIII